# Cugand-la-Bernardière
Cugand-la-Bernadière ist eine französische Gemeinde mit 5659 Einwohnern (Stand: 1. Januar 2022) im Département Vendée in der Region Pays de la Loire. Sie gehört zum Arrondissement La Roche-sur-Yon und ist Mitglied im Gemeindeverband Terres de Montaigu.
Sie entstand mit Wirkung vom 1. Januar 2025 als Commune nouvelle durch Zusammenlegung der bis dahin selbstständigen Gemeinden Cugand und La Bernardière, die fortan den Status als Communes déléguées besitzen. Der Verwaltungssitz befindet sich in Cugand.

## Gemeindegliederung
| Commune déléguée         | Ehemaliger INSEE-Code | PLZ   | Fläche (km²) | Einwohnerzahl (2022) |
| ------------------------ | --------------------- | ----- | ------------ | -------------------- |
| Cugand (Verwaltungssitz) | 85076                 | 85610 | 13,47        | 3.746                |
| La Bernardière           | 85021                 | 85610 | 14,30        | 1.913                |

## Geografie
Cugand-la-Bernardière ist die nördlichste Gemeinde des Départements Vendée an der Grenze zum benachbarten Département Loire-Atlantique, etwa 46 Kilometer nordnordwestlich von La Roche-sur-Yon und etwa 29 Kilometer südöstlich von Nantes. Sie liegt in der Région naturelle Bocage vendéen im Einzugsgebiet der Loire. Das Gemeindegebiet wird vom Flüsschen Maingot entwässert, ein Zufluss der Sèvre Nantaise, die die Gemeinde im Nordosten begrenzt. Außerdem durchquert der zeitweise trockenfallende Ruisseau de la Margerie das Gemeindegebiet von Südost nach Nordwest. 
Das Zentrum befindet sich auf einer Höhe von etwa 45 m. Das Bodenrelief ist relativ flach mit einer maximalen Erhebung von 76 m im Südwesten und einer minimalen Höhe von 12 m im Norden beim Austritt der Sèvre Nantaise aus dem Gemeindegebiet.
Teile des Gebiets von Cugand-la-Bernardière gehören zu den vier ZNIEFF-Naturzonen „Vallèe de la Sèvre Nantaise de Nantes à Clisson“ (520013077), „Le Mont Gallien“ (520616287), „Vallèe de la Sèvre Nantaise de Cugand à Tiffauges“ (520616315) und „Prairie á orchidées de la Barnadière“ (520616302).
Umgeben wird Cugand-la-Bernardière von den Nachbargemeinden Gétigné (Loire-Atlantique) im Norden und Osten, Boussay (Loire-Atlantique) im Südosten, La Bruffière im Südosten, Treize-Septiers im Süden, Montaigu-Vendée im Südwesten, Saint-Hilaire-de-Clisson (Loire-Atlantique) im Westen sowie Clisson (Loire-Atlantique) im Nordwesten.

## Sehenswürdigkeiten
| Name                     | Ort            | Bemerkungen                                                                            | Bild |
| ------------------------ | -------------- | -------------------------------------------------------------------------------------- | ---- |
| Kirche Saint-Pierre      | Cugand         |                                                                                        |      |
| Landgut Garenne Lemot    | Cugand         | ab 1806 errichtet, in Teilen als Monument historique eingeschrieben oder klassifiziert |      |
| Villa Le Mont-Gallien    | Cugand         | 19. Jahrhundert, in Teilen als Monument historique eingeschrieben                      |      |
| Kirche Saint-Blaise      | La Bernardière |                                                                                        |      |
| Herrenhaus La Pénissière | La Bernardière |                                                                                        |      |

## Sport und Freizeit
Der GRP Tour du bocage de Sèvre et Maine, ein 144 Kilometer langer Rundweg durchquert die Gemeinde.

## Bildung
Cugand-la-Bernardière verfügt über
- zwei private Vor- und Grundschulen (Écoles primaires) und
- eine öffentliche Vor- und Grundschule.[5]

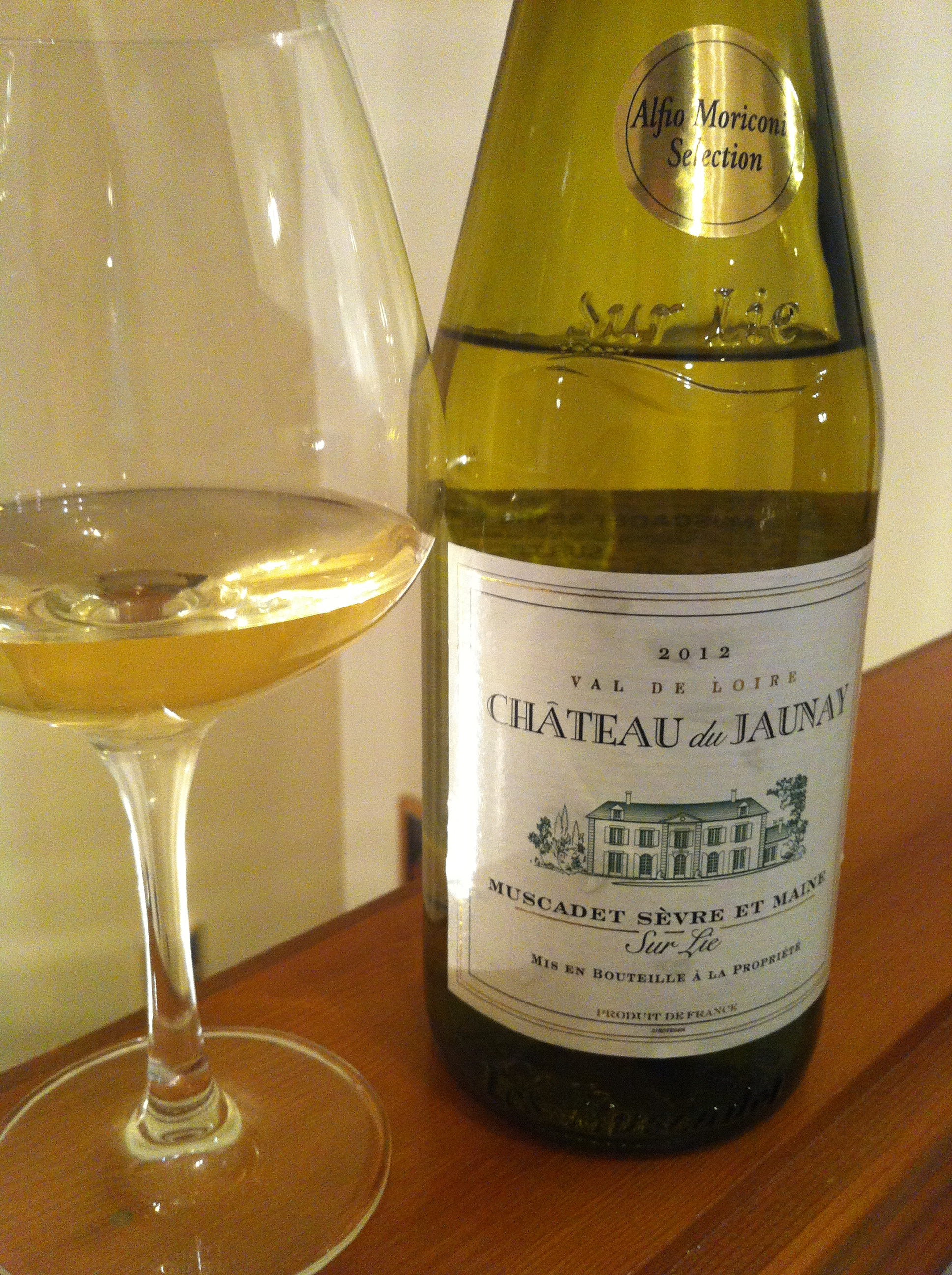
Flasche eines Muscadet sur lie

## Wirtschaft
Cugand-la-Bernardière liegt in den Zonen AOC
- des Weißweins des Weinbaugebiets Gros Plant du Pays Nantais auch mit dem Zusatz sur lie,

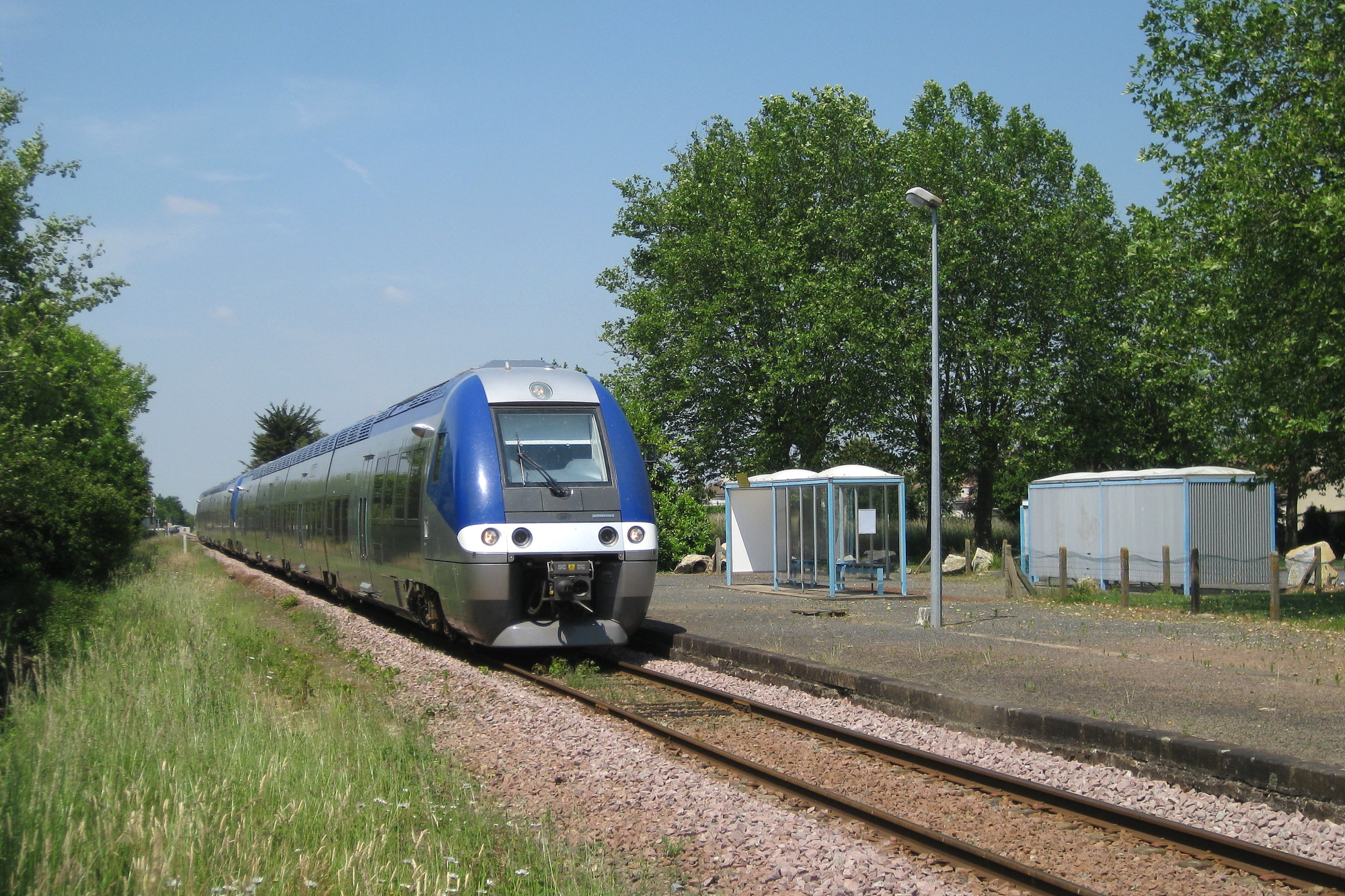
Zug des TER Pays de la Loire am Haltepunkt in Cugand

- des Weißweins des Weinbaugebiets Muscadet auch mit den Zusätzen sur lie oder primeur und
- der Buttersorten
  - Charentes-Poitou,
  - Charentes und
  - Deux-Sèvres.[6]

## Verkehr
Die Departementsstraße D 763, die ehemalige Route nationale 763 von Ancenis-Saint-Géréon im Département Loire-Atlantique nach Bellevigny, durchquert die Gemeinde von Nord nach Süd und verbindet sie mit dem nur etwa drei Kilometer entfernten Clisson. Die Departementsstraße D 755, die ehemalige Route nationale 755 hat ihren Anfang in Cugand und führt in südöstlicher Richtung nach Sèvremont. Nachgeordnete Departementsstraßen und lokale Landstraßen verbinden die beiden Ortsteile der Gemeinde miteinander und mit Nachbargemeinden.
Die Gemeinde besitzt in Cugand einen Haltepunkt an der Eisenbahnstrecke Nantes–Colet. Züge einer Linie des TER Pays de la Loire verbinden Cugand-la-Bernardière mit den beiden Städten.